# Ligas Menores de Béisbol
Las Ligas Menores de Béisbol (Minor League Baseball o MiLB, en inglés) son ligas profesionales de béisbol que compiten en un nivel por debajo de las Grandes Ligas de Béisbol. Anteriormente este organismo era llamado National Association of Professional Baseball Leagues o NAPBL, por sus siglas en inglés.
Todas las ligas son operadas como negocios independientes, pero todas las ligas más famosas son miembros de las Ligas Menores de Béisbol, una supra organización para ligas que poseen convenios para operar como afiliadas a las Grandes Ligas. Varias ligas, conocidas como "Ligas Independientes", no poseen ningún acuerdo o relación con las Grandes Ligas, y por lo tanto no son miembros de la organización de las Ligas Menores. 
Las ligas menores más destacadas son la Pacific Coast League (Liga de la Costa del Pacífico) y la International League (Liga Internacional), las cuales son clase AAA.
También hay ligas en Venezuela y República Dominicana pero son ligas instruccionales para el desarrollo de nuevos peloteros, cuyos equipos son controlados por organizaciones de Grandes Ligas. La Liga Mexicana de Béisbol era la única fuera de Estados Unidos considerada parte de la MiLB, y estaba clasificada como AAA, hasta el 2021 que fue retirada. 

## Ligas
- Triple A: International League • Pacific Coast League
- Doble A: Liga Atlántica de Béisbol Profesional • Eastern League • Southern League • Texas League
- Clase A Fuerte: American Association • Midwest League • Northwest League • South Atlantic League
- Clase A: California League • Carolina League • Florida State League • Frontier League
- Rookie: Arizona Complex League • Dominican Summer League • Florida Complex League • Pioneer League

## Presidentes
Patrick T. Powers, 1901–1909 

Michael Sexton, 1909–1931 

William Bramham, 1932–1946 

George Trautman, 1947–1963

Phil Piton, 1964–1971

Hank Peters, 1972–1975

Bobby Bragan, 1976–1978

Johnny Johnson, 1979–1988 

Sal Artiaga, 1988–1991

Mike Moore, 1991–2007 

Pat O'Conner, 2007–2020